# Rebecca Jones
Rebecca Jones Fuentes Berains (Cidade do México, 21 de maio de 1957 – 22 de março de 2023), mais conhecida apenas como Rebecca Jones, foi uma atriz e produtora mexicana. Tida como uma das melhores atrizes de seu país, destacou-se em produções como El ángel caído, Cuna de lobos, La sonrisa del diablo, Imperio de cristal e Para volver a amar.

## Biografia
Filha de pai estado-unidense e mãe mexicana, viveu sua infância no México e sua adolescência nos Estados Unidos, razão pela qual dominou ambos idiomas (espanhol e inglês) com fluidez. Na California, se graduou no Laguna Beach High School e, posteriormente, no Orange Coast College, onde estudou carreira de Arte Dramática.
Desde muito jovem regressou a seu país de origem, México, onde conseguiu construir uma carreira sólida que constou mais de trinta amos de êxitos como protagonista de telenovelas, teatro e cinema.
Ganhadora de vários prêmios, também trabalhou em seu primeiro idioma, o inglês, em várias produções para a cadeia de televisão NBC, assim como para a companhia Disney. Destaca também seu trabalho como produtora de cinema, teatro e televisão.
Rebeca morreu em 22 de março de 2023, aos 65 anos.

## Vida pessoal
Rebeca foi namorada por quase três anos do ator Humberto Zurita, que também trabalhava na Televisa, mas se separaram. Conheceu o ator Alejandro Camacho, com quem já trabalhou em diversas produções e enquanto gravavam Cuna de lobos, em 1986, se casaram. Da união, nasceu um filho, Maximiliano Camacho Jones. O casal permaneceu junto por 25 anos e se separaram em 2011, ano em que juntos gravaram Para volver a amar.

## Filmografia

### Televisão
| Ano  | Título                                      | Peesonagem                              | Notas                             |
| ---- | ------------------------------------------- | --------------------------------------- | --------------------------------- |
| 1982 | El amor nunca muere                         | Mary Ann                                |                                   |
| 1983 | El maleficio                                | Ruth Reyna                              |                                   |
| 1984 | Opération O.P.E.N.                          | Virginia                                | Episódio: "Le secret d'Armadillo" |
| 1984 | La traición                                 | Georgina Guerra                         |                                   |
| 1985 | Angélica                                    | Silvia                                  |                                   |
| 1985 | El ángel caído                              | María de los Ángeles Bustamante         |                                   |
| 1986 | Cuna de lobos                               | Vilma de la Fuente de Larios            |                                   |
| 1988 | Dos vidas                                   | Teresa                                  |                                   |
| 1992 | La sonrisa del diablo                       | Déborah San Román                       |                                   |
| 1994 | Imperio de cristal                          | Sofía Vidal                             |                                   |
| 1999 | Buenas noches                               | Apresentadora                           |                                   |
| 1999 | La vida en el espejo                        | Isabel Franco                           |                                   |
| 2001 | Lo que callamos las mujeres                 | Adriana                                 | Episódio: "Doble jornada"         |
| 2002 | Vivir así                                   | —                                       |                                   |
| 2002 | El país de las mujeres                      | Bernarda                                |                                   |
| 2003 | El alma herida                              | Catalina Azcárraga Miller de Granados   |                                   |
| 2004 | Passions                                    | Lola                                    |                                   |
| 2007 | Jennifer Lopez Presents: Como ama una mujer | Barbara                                 |                                   |
| 2008 | Tengo todo excepto a ti                     | Rebeca "Becky" Blaquier                 |                                   |
| 2010 | Grandes finales de telenovelas              | Vilma Gaxiola de Larios                 | Documentário                      |
| 2010 | Para volver a amar                          | Antonia Palacios                        |                                   |
| 2013 | Mojoe                                       | Ela mesma                               | Episódio: "8 de outubro de 2013"  |
| 2013 | Pasión prohibida                            | Flavia Fischer Vda. de Santillana       |                                   |
| 2014 | Sr. Ávila                                   | Dra. Mola                               |                                   |
| 2014 | Señora Acero                                | Enriqueta Sabido                        |                                   |
| 2015 | Que te perdone Dios                         | Renata Flores del Ángel de López-Guerra |                                   |
| 2016 | La doña                                     | Yesenia Sandoval Ramos de Contreras     |                                   |
| 2017 | Las malcriadas                              | Catalina Basurto Vda. de Lafayette      |                                   |
| 2019 | Doña Flor y sus dos maridos                 | Margarita Mendez de Canúl               |                                   |
| 2020 | La Casa de las Flores                       | Victoria Aguirre                        | Temporada 3                       |
| 2021 | ¿Te acuerdas de mí?                         | Antonia Solís Zamudio / de Galicia      |                                   |
| 2022 | Cabo                                        | Lucía Alarcón Vda. de Noriega #1        |                                   |

### Cinema
| Ano  | Título                   | Personagem               | Notas                                               |
| ---- | ------------------------ | ------------------------ | --------------------------------------------------- |
| 1984 | Gringo mojado            | Lupita Blanco            |                                                     |
| 1986 | Vacaciones separadas     | Girl #2 at Pool          | Não creditada                                       |
| 1989 | Polvo de luz             |                          |                                                     |
| 1994 | Guerrero Negro           |                          |                                                     |
| 1994 | Amorosos fantasmas       | Muchacha cola de caballo |                                                     |
| 1994 | Días de combate          | Muchacha cola de caballo |                                                     |
| 2003 | El misterio del Trinidad | Isabel Aguirre           |                                                     |
| 2006 | Alta infidelidad         | Roxana Rodríguez         |                                                     |
| 2008 | Voy a explotar           | Eva                      |                                                     |
| 2012 | La Cama                  | Emilia                   |                                                     |
| 2013 | Tercera llamada          | Amanda, a diva           | Indicada — Prêmio Ariel de Melhor Atriz Coadjuvante |

## Teatro
- Por verte, una vez más (2016)[5]
- El curioso incidente del perro a medianoche (2014)
- Filomena Marturano (2011)
- Entre mujeres (2009)
- Pareja abierta (2008)
- Retrato de la artista desempleada (2003)
- Defensa de dama (2002)
- Rosa de dos aromas (2000)
- Cómo aprendí a manejar (1999)
- Drácula (1997)
- Tengamos el sexo en paz (1987)
- Luv, víctimas de amor (1986)
- Casémonos juntos (1985)
- La visita de la bestia (1984)
- El coleccionista (1983)

## Prêmios e indicações
| Ano  | Festival                        | Categoria                                 | Nomeações             | Resultado |
| ---- | ------------------------------- | ----------------------------------------- | --------------------- | --------- |
| 1986 | Prêmio TVyNovelas               | Melhor Atriz Antagonista                  | El ángel caído        | Venceu    |
| 1993 | Prêmio TVyNovelas               | Melhor Atriz Antagonista                  | La sonrisa del diablo | Indicada  |
| 1995 | Prêmio El Heraldo de México     | Melhor Atriz                              | Imperio de cristal    | Venceu    |
| 1995 | Prêmio TVyNovelas               | Melhor Atriz Protagonista                 | Imperio de cristal    | Venceu    |
| 2010 | Prêmio TV Adicto Golden Awards  | Melhor Retorno                            | Para volver a amar    | Venceu    |
| 2011 | Prêmios People en Español       | Melhor Atriz                              | Para volver a amar    | Venceu    |
| 2011 | Prêmios People en Español       | Melhor Par Romântico (com René Strickler) | Para volver a amar    | Indicada  |
| 2011 | Prêmio TVyNovelas               | Melhor Atriz Protagonista                 | Para volver a amar    | Indicada  |
| 2013 | Prêmios Tu Mundo                | Melhor Vilã                               | Pasión prohibida      | Indicada  |
| 2013 | Prêmios Tu Mundo                | Melhor Primeira Atriz                     | Pasión prohibida      | Indicada  |
| 2013 | Miami Life Awards               | Melhor Primeira Atriz                     | Pasión prohibida      | Indicada  |
| 2014 | Prêmio Ariel de Cinema Mexicano | Melhor Co-Atuação Feminina                | Tercera llamada       | Indicada  |
| 2014 | Prêmios People en Español       | Melhor Atriz Antagônica                   | Señora Acero          | Indicada  |
| 2015 | Prêmios Tu Mundo                | Melhor Vilã                               | Señora Acero          | Indicada  |
| 2015 | Prêmios Tu Mundo                | Melhor Primeira Atriz                     | Señora Acero          | Indicada  |